# Vivere per vivere/L'amore ha ucciso
Vivere per vivere/L'amore ha ucciso è il primo singolo della cantante italiana Dori Ghezzi pubblicato nel 1967 dalla casa discografica Durium.

## Descrizione
È il primo disco inciso da Dori Ghezzi.
La cantante col brano Vivere per vivere ha partecipato al Festival delle Rose 1967.
Il brano Vivere per vivere è la versione italiana del brano Vivre pur vivre.

## Tracce
1. Vivere per vivere (Di Francis Lai e Franco Califano)
2. L'amore ha ucciso (Di Alberto Testa)